# Konzervacija tekstila
Konzervacija tekstila, označava djelatnost koja se bavi očuvanjem predmeta kulturne baštine izrađenih od tekstila, i uključuje kako postupke koji se bave prevencijom propadanja predmeta tako i postupke koji uključuju rad na samom predmetu. Ona predstavlja jednu od djelatnosti konzervacije-restauracije umjetničkih predmeta, te je posvećena prije svega očuvanju predmeta poput tapiserija, sagova, presvlaka, odjeće, zavjesa, zastava, lutaka, lepeza, kišobrana, rukavica, šešira te kapa, ali i arheoloških nalaza. Konzervator tekstila mora poznavati povijest i tehnologiju izrade tekstilnih predmeta. Također mora biti upoznat i s osnovama povijesti umjetnosti, odnosno etnologije ili arheologije, zavisno o grupi predmeta na kojoj pretežno radi. Vrlo je važno i poznavanje suvremenih metoda konzervatorsko-restauratorskog rada na tekstilnim predmetima, kao i poznavanje restauratorske etike, te osnova znanstvenog ispitivanja tekstilnih predmeta.

## Zbirke
Povijesne zbirke tekstilnih predmeta mogu se podijeliti u 3 osnovne grupe - muzejske zbirke, privatne zbirke, te predmete koji pripadaju raznim društvima ili lokacijama. Svaka ova grupa predmeta ima svoje posebne potrebe, tako da će na primjer unutar privatne zbirke broj posjetitelja vjerojatno biti znatno manji u odnosu na neki muzej, te će neke od mjera zaštite predmeta biti i lakše provedive (na primjer mogućnost dužeg održavanja razine rasvijete na što manjoj vrijednosti).
Uz različita mjesta bit će vezani i sasvim drugačiji problemi, pa će tako u nekoj povijesnoj zgradi, koje većinom nemaju mogućnost kontrole mikroklime, problemi biti u pravilu vezani uz prirodnu rasvjetu, što opet oboje doprinosi ubrzanom propadanju tekstilnih predmeta.

## Okoliš
Ključni razlog propadanja tekstilnih predmeta je skoro uvijek vezan uz okoliš u kojem se isti nalaze. Razine rasvijete, temperature te vlažnosti zraka daju svoj doprinos bilo dobrom bilo lošem stanju predmeta, zavisno o intenzitetu. Dodatno, predmete napadaju i insekti, te plijesni, kao i kemikalije prisutne u zagađenom zraku, stoga je preporučljiva ugradnja visoko učinkovitih filtera kako bi    se smanjila zagađenost zraka u prostorijama gdje se predmeti čuvaju ili izlažu.

## Svjetlo
Svjetlo u dužem vremenskom razdoblju može na tekstilu proizvesti više vrsta oštećenja. Prije svega dolazi do izblijeđivanja boja, no znatno je važnija šteta koju nevidljivi dio svjetlosti nanosi tekstilnim vlaknima, radi se o ultraljubičastom i infracrvenom dijelu spektra. Najbolje je tekstil izlagati pri što manjoj razini rasvjete, a čuvati u potpunom mraku.

## Klima
Visoka temperatura, kao i vlažnost zraka mogu znatno doprinijeti propadanju tekstilnih predmeta. Međutim i suviše suh zrak također može prouzročiti štetu, posebno osjetljiva na suhoću zraka su elastična vlakna, poput vune. Najbolje je i temperaturu i vlažnost zraka držati što ujednačenijim, jer se oscilacijama tekstilna vlakna šire ili skupljaju, što s vremenom također oštećuje predmete.

## Štetnici
Štetnici su jedan od najznačajnijih neprijatelja starih tekstilnih predmeta, najčešći su moljci, srebrena ribica i razni glodavci.
Moljce najviše privlače bjelančevinska vlakna, prije svega svila, perje i vuna. Najlakše se uočavaju bilo odrasli insekti bilo njihovi zametci. U prosjeku su dugi oko 8 mm, i bijele su boje.
Anthrenus Verbasci (Carpet beetle) privlače bjelančevinska vlakna, prilično je destruktivan. Infestaciju možemo zapaziti po izgriženim rupama i larvama, malim svijetlim crvu sličnim insektima.
Srebrna ribica i neki njeni srodnici hrane se škrobom, koji je često nanešen na tkanine, no jedu i biljna vlakna lana i pamuka. Dužine je oko 12 mm, žive u tamnim i vlažnim prostorima, svijetle su ili tamne boje ovisno o vrsti.
Glodavci se najčešće zamjećuju po tragovima su izmeta, gnijezdima te razmjerno velikim izglodanim rupama u tkanini.
Bez obzira na vrstu štetnika najbolje je izbjegavati kemijska sredstva, jer vrlo često mogu ukloniti nametnike, ali i štetno djelovati na same predmete. Za glodavce se može koristiti mišolovke, ili pozvati ovlaštene osobe koje se bave tim poslom. Trovanje glodavaca nije preporučljivo jer mogu uginuti među predmetima. Preporuča se i brtvljenje svih većih otvora u prostoru gdje je došlo do napada.
U slučaju insekata održavanje besprijekorne čistoće u spremištu, odnosno izložbenim te radnim prostorima jest jednostavna i učinkovit način prevencije. Treba paziti i na prisutnost drugih insekata poput pauka, jer ako nailazimo na njih tu su i drugi insekti kojima se pauci hrane. Posebne ljepive trake također su korisne za uklanjanje insekata.
Ako je infestacija ograničena na samo nekoliko predmeta možemo se koristiti smrzavanjem istih. Tkanine moramo umotati u vakumirane plastične vrećice te ih što brže stavimo u zamrzivač. U zamrzivaču predmeti ostaju do nekoliko dana, zatim se postupno dovode do sobne temperature. Ovaj način uklanja samo odrasle jedinke, ne i njihova jajašca.
U slučaju upotrebe kemijska sredstva, najbolje je posavjetovati se s profesionalnim konzervatorom, zbog opsnosti od oštećenja predmeta.
Čak i kada nema znakova prisutnosti štetnika potrebno je periodički provjeravati stanje predmeta. Obavezno je provjeriti stanje svakog novopridošlog predmeta.

## Nestabilnost tekstilnih predmeta
U nekim slučajevima, oštećenja tekstila mogu nastati ne zbog vanjskih uzroka nego zbog nestabilnosti vlakana koja izgrađuju tkaninu, najčešće su uzrok kemijski procesi poput oksidacije močila zasnovanih na spojevima željeza. Ovakovi predmeti potamne, a boja zahvaćenih vlakana se izmijeni.
Jedan od češćih primjera ovakovih promjena jest pojava lomljivosti kod svile koja je bila obrađena sredstvima za povećanje težine. Proces se koristio u 19. stoljeću, a tkanina je bila tretirana kositrenim ili željeznim solima kako bi joj se dao osjećaj težine i skupocjenosti. Zbog starenja metal u vlaknima ubrzavao je njihovo propadanje, te bi ista postajala sve krtija i lomljivija. U ovom slučaju   uzroci odnosno okoliš u kojem se predmet nalazi najmanje doprinose njihovom propadanju, izuzevši razinu svjetla koja propadanje ubrzava.
Stoga osoblje koje radi na očuvanju predmeta mora biti dobro upoznato s povijesti i porijeklom predmeta u zbirkama. Kemijski testovi lako dokazuju sastav bojila i sredstava za fiksiranje boje te druge postupke koji su korišteni pri izradi tkanine, uz napomenu da se danas prednost daje nedestruktivnim tehnikama analize. Tako dobiveni podatci dodatno doprinose donošenju odluka koje će maksimalno usporiti propadanje tekstilnih predmeta.

## Rukovanje
Vrijednim odnosno osjetljivim tekstilnim predmetima treba rukovati krajnje pažljivo i što je rjeđe moguće. Kod neophodnog rukovanja predmetom dobro je pridržavati se nekih mjera opreza koje će znatno doprinijeti sigurnosti predmeta.
Kako ruke na svojoj površini imaju sloj koji u sebi uključuje masnoće i kiseline, uvijek treba raditi u čistim pamučnim rukavicama. Ako rukavice nisu dostupne tada je ruke najbolje dobro oprati i isušiti čistim alkoholom.
Iz sličnih razloga najbolje je u prostoru za rad, izlaganje odnosno pohranu predmeta izbjegavati konzumiranje hrane i pića, te pušenje. Kako bi spriječili zamrljavanje kod pisanja ili skiciranja koriste se samo obične olovke.
Ne nosi se nakit koji bi mogao zaparati predmete. Na odjeći se također izbjegavaju velike kopče. Kosu, ako je duga vežemo na stražnju stranu.
Kod rada na tekstilu, predmeti se stavljaju na čiste, ravne površine veće od samog predmeta. Na tekstil se ne stavljaju nikakve druge stvari, bez obzira radi li se o izravnanim ili umotanim predmetima.
Kod pomicanja ili premještanja predmeta isti moraju imati ravnu i stabilnu podlogu. Kod manjih komada, kao podlogu možemo koristiti beskiselinski karton. Kod izrazito velikih tekstilnih predmeta, poput tapiserija ili sagova predmet namotamo na cijev od beskiselinskog kartona (ili beskiselinskim papirom omotane plastike ili nekog drugog materijala), prijenos obavljaju bar 2 osobe.
Antikni kostimi i odjeća nikako i nipošto ne smiju biti nošeni, jer u tom slučaju isti mogu lako biti nespotrebno i nepovratno oštećeni bilo pri oblačenju bilo pri svlačenju.

## Čišćenje

### Čišćenje usisačem
Jedan od najsigurnijih načina čišćenja tekstilnih predmeta.Predmet se postavi na ravnu i čistu površinu i   čisti.Ako se radi o posebno osjetljivom objektu,ili kao predostrožnost,preko predmeta postavljamo mrežicu od staklenih vlakana - ova dozvoljava da sitne čestice nečistoće i prašine budu usisane a tekstil siguran od oštećenja.Ovo radimo s najnižim stupnjem snage korištenog usisača,te zatim po potrebi mrežicu premještamo i nastavljamo rad.Nipošto ne zaboraviti tretirati obje strane   predmeta.Obješeni predmeti u principu skupljaju na sebi manje prašine od onih ravno položenih.

### Mokro čišćenje
Jedna od bitnih odrednica konzervatorskog pristupa radu na kulturoj baštini jest reverziblnost svih na predmetu primijenjenih postupaka.Stoga mokro čišćenje,koje je u biti ireverzibilan postupak, treba koristiti samo u slučajevima apolutne potrebe.
Prije pristupanja istom,konzervator mora precizno utvrditi najbolji mogući,te za predmet najsigurniji, i za određenu vrstu nečistoće najprimijenjiviji proces rada.
Koj je kemijski sastav predmeta,odnosno sadrži li isti relativno visok postotak kiseline?Mogu li kemikalije koje su korištene pri izradi predmeta doprinijeti načinu njegove reakcije s vodom?Kako će predmet uopće reagirati na dodir s kemikalijama koje ćemo koristiti.
Koje su osobine vlakana koja čine tkaninu?Radi li se o pamuku,lanu,biljnim vlaknima,jesu li ista jača u mokrom ili suhom stanju,te stoga mogu podnijeti veći mehanički stres od recimo svile.Vuna može apsorbirati veliku količinu vode ali se matira nakon pranja na visokoj temperaturi.Sve vrste svile sa starenjem postaju sve lomljivije,posebno   vrste   tretirane metalnim solima,te s njima treba rukovati krajnje oprezno.Tome treba dodati i to da neke vrste po močenju mogu biti trajno zamrljane.Ukratko,prije mokrog čišćenja moramo dobro znati o kojoj se vrsti vlakana radi,te koje su njegove osobitosti.
Koji su bojitelji korišteni,te kako će isti reagirati na čišćenje?Ovo se dakako,odnosi i na sredstva za fiksiranje boje.U raznim dijelovima svijeta koriste se različite tehnologije bojenja,te moramo znati i odakle predmet potječe.Poznavanje kemije je u ovom slučaju također od presudnog značenja.Ako new znamo kako će boja reagirati na pranje možemo na   neko neuočljivo mjesto nanijeti par kapi te iste odmah upiti čistom bijelom krpom - i najmanja prisutnost boje upućuje nas na to da   se dotični predmet ne smije prati vodom.
Postoje li na predmetu tragovi nekog posebnog procesa obrade?Da li je predmet primjerice bio oslikan?U tom slučaju čišćenje vodom nikako nije primjeren način rada.
Koje vrste mrlja imamo na predmetu?Što su mrlje starije to je teže njihovo uklanjanje.U nekim slučajevima najbolje je i ne pokušavati uklanjanje nečistoće,ili pristupamo samo djelomičnom uklanjanju.Na predmetu mogu biti i nečistoće koje nisu vidljive golim okom,primjerice zastave mogu zbog dugotrajnog izlaganja zagađenom zraku biti izrazito kisele ,te ih stoga treba   prepustiti profesionalnom konzervatoru tekstilnih predmeta.
Koje bi sredstvo za predmet bilo najbolje i najsigurnije koristiti?Nipošto ne koristiti komercijalne proizvode,ma što proizvođač tvrdio:kemikalije koje su sastavni dio komercijalnih prašaka za rublje pregrube su za korištenje na starim vlaknima.Postoji široka paleta   proizvoda oblikovanih posebno za konzervaciju tekstila.Nikako i nipošto ne koristiti komercijalna sredstva za uklanjanje mrlja,ista bi vrlo lako oštetila staru tkaninu.Ovo je naročito važno kod predmeta koji će se čistiti na licu mjesta,poput presvlaka na namještaju,gdje bi primjena nogla ugrozizi i drvo od kojeg predmet jest.
Koja dodatna sredstva koristiti pri čišćenju?Pod ovim se podrazumijeva bilo   voda,zaštitine mreže,usisač  ,bilo kemijska sredstva poput omekšivača vode,sredstva za čišćenje itd.
Koliko dugo može predmet biti izložen sredstvu za čišćenje?Predugo trajanje istog može također dodatno oštetiti vlakna.
Koje mehanička djelovanja mogu biti korištena?Kod starijeg i stoga osjetljivijeg tekstila radimo uz manje pokretanja pri čišćenju,tako da i ovo treba uzeti u obzir kod planiranja zahvata.
Kada utvrdimo po predmet najbolji proces možemo krenuti u pripremu pranja.Obično se predmet prethodno usiše površinsu nečistoću i prašinu.Dijelove koje možemo skinuti skidamo i tretiramo zasebno.Ovo se ne koristi samo da bi spriječili otpuštanje boje,već i da se spriječi stvaranje đepova nestoće između slojeva,što bi moglo prouzročiti onečišćenje iznutra.K tome razna vlakna raličito će reagirati na čišćenje,može doći bilo do istezanja ili skupljanja,što pak može prouzročiti izobličenja i nabore.
Kao i kod rada sa suhim predmetima i ovdje na predmetima radimo u ravnom,te u cijelosti poduprtom položaju.Za ovo koristimo mreže,odnosno sita slična onima koje koristimo kod usisavanja,no ova mogu dodatno biti učvršćene na nekakav okvir,što pak dodatno poboljšava stabilnost objekta.Predmet učvrstimo između dviju sita,s time da posebno osjetljive predmete još zamotamo u neku mrežu.
Otopina za čišćenje mora biti priređena iključivo od destilirane vode,a ako se ista ne može nabaviti možemo koristiti i omekšanu vodu.Običnu  ,tvrdu vodu u principu ne koristimo.Kada u kojoj radimo mora biti dovoljno velika da izravnan predmet stane u nju,kod iznimno velikih predmeta možemo izraditi priručni bazen od blokova cigle ili siporeksa i debele plastične folije.Za manje kade najbolji materijal jest nehrđajući čelik,eventualno keramika ili plastika.
U   mrežu umotan predmet spuštamo u otopinu.Predmet prati tapkanjem mekom spužvom,nikako ne trljati.Proces ne bi smio trajati više od sat vremena,a objekte isprati u barem 4 vode,i to zadnje ispiranje obavezno   destiliranom vodom.Predmete sušiti na ravnoj plohi,u dobro provjetrenoj prostoriji,bez zagrijavanja.

### Suho čišćenje
Općenito se ovaj proces koristi isključivo za uklanjanje masnih mrlja.Nikako ne koristiti komercijalne proizvode.Obavezno prepustiti profesinalnom konzervatoru tekstila.

### Tretman parom i glačanje
Oba se postupka obavezno izvode krajnje pažljivo,jer u suprotnom toplina može trajno oštetiti predmet.Obavezno raditi tek po pranju,kako ne bi   dodatno zakomplicirali i obezvrijedili sve prethodno poduzete akcije.Radit s najmanjom toplinom.Kod predmeta koji se oslanjaju na presavijene dijelove,bolje je da iste   u vlažnom stanju oblikujemo prstima,glačanje bi kod takvih predmeta   bilo samo dodatan stres za iste.

## Pohrana
Kako je već navedeno ,najbolje je da su predmeti pohranjeni u tamnom,čistom,umjereno suhom prostoru,uz konstantnu relativnu vlažnost i temperaturu zraka .Tri su osnovna načina pohrane tekstilnih predmeta - to su pohrana izravnanih predmeta,pohrana umotanih predmeta,te   vješanje.

### Pohrana izravnanih predmeta
Pohrana predmeta u ravnom položaju najbolja je opcija prije svega za izuzetno lomljive objekte,jer je opterećenje na vlakna u ovom slučaju najneznatnije.Police ili ladice od emajliranog metala
najbolje su rješenje,a ako ih nemamo onda   koristimo kutije od beskiselinskog kartona.Predmete vodoravno stavljamo u kutije, a presavijamo   ih samo ako je to zaista neophodno,kao potporu tada koristimo srolane komade beskiselinskog papira.Čak se i u tom slučaju preporuča povremeno micanje i mijenjanje mjesta savijanja ,kako bi opterećenje bilo što ravnomjernije.

### Pohrana   umotanih predmeta
Kod izuzetno velikih komada ,poput tapiserija,zavjesa ili sagova ,najbolja je opcija pohrana u umotanom obliku.U čuvaonici   moramo imati posebne za ovu vrstu spremanja oblikovane police,  koje pak na sebi nose cijevi od beskiselinskog kartona ili plastike, a na njih se namataju   predmeti koje ćemo pohranjivati.Kod tekstila s jednom dekoriranom stranom,  poput vezenih ili baršuna,dekorirana strana se uvijek okreće na van.Prije svega je to stoga   što trake ojačanja i tkanina stražnje strane mogu lako dobiti nabore od namatanja.Umotane   predmete dodatno zaštitimo navlakama od muslina,prije svega zbog zaštite od prašine.

### Vješanje predmeta
Kod kostima,ravna pohrana ima više nedostataka nego prednosti,jer je iste na taj način nemoguće sačuvati od stvaranja nabora.Stoga je u tom slučaju vješanje predmeta najbolje   rješenje,normalno osim ako predmet   sam po sebi nije preslab za ovu vrstu opterećenja.Kostimi od izrazito teške ili napete tkanine radije se    pohranjuju vodoravno.Vješalice je nabolje dobro podložiti kako bi što bolje imitirale ramena,te preko predmeta još postavimo presvlaku od tkanine ili plastike,uz napomenu da donji dio mora biti otvoren ,kako bi zrak slobodno cirkulirao.Drvene i metalne vješalice se ne preporučuju za korištenje.
Ako imamo dovoljno prostora,može se predmete   postaviti na lutke,koje također dobro podložimo,kako bi predmeti imali što bolju potporu.Kako kod pohrane   nema   zahtijeva koji se postavljaju kod izlaganja ,odnosno   nije nam važna atraktivnost već   sigurnost predmeta,dijelove poput primjerice rukava blago punimo   beskiselinskim papirom.
Ostale pripadajuće predmete poput rukavica isto punimo beskiselinskim papirom te ih stavljamo u kutije od beskiselinskog kartona.Lepeze i suncobrani mogu se pohranjivati u poluotvorenom položaju, isti za predmet predstavlja ponajmanji stres.

## Izlaganje
Uvjeti za izlaganje tekstilnih   predmeta jednaki su onima potrebnim za pohranu ,što je već pojašnjeno u   dijelu teksta o pohrani i okolišu.Suhe,nezagrijane i mračne prostore treba preferirati,uz što bolju čistoću ,te što češće provjere stanja izloženih objekata.Rasvjetu držati na minimumu,te   rotirati predmete tijekom izlaganja,kako bi bili izloženi svijetlu što ujednačenije,te potom vraćeni u tamu čuvaonice,ili na moguće rutinsko čišćenje ili konzervaciju.Najbolje je predmete usisati i prije i   nakon izlaganja.

## Osnove aktivne konzervacije povijesnih tekstilnih predmeta

### Dokumentiranje zatečenog stanja
Uključuje pisanu i foto dokumentaciju te eventualna istraživanja provedena na samom predmetu.Obavezno se dokumentiraju i svi postupci,te materijali koje koristimo pri radu,a sastavni dio dokumentacije mora biti i preporuka za daljnje čuvanje predmeta.

### Donošenje odluka o potrebi,opsegu,te posljedicama zahvata
Poželjno je da u donošenju ovih odluka sudjeluje što veći broj stručnjaka,kao minimum možemo uzeti povjesničara umijetnosti specijaliziranog za tekstilne predmete,znanstvenika koji se bavi propadanjem tekstilnih predmeta,te samog konzervatora restauratora.

## Osnove konzervacije arheološkog tekstila

### Dokumentiranje zatečenog stanja
Uključuje pisanu i foto dokumentaciju te eventualna znanstvena istraživanja provedena na samom predmetu - uz napomenu da postupak identifikacije vlakana ovdje predstavlja imperativ,o njemu zavisi sam tok konzervacije .Obavezno se dokumentiraju i svi postupci,te materijali koje koristimo pri radu,a sastavni dio dokumentacije mora biti i preporuka za daljnje čuvanje predmeta.Kod arheloških predmeta bilo bi poželjno i da dio dokumentacije budu i napomene o iskapanju ,tipu tla,odnosno vrsti i dubini vode u kojoj je predmet pronađen.

### Donošenje odluka o potrebi,opsegu,te posljedicama zahvata
Poželjno je da u donošenju ovih odluka sudjeluje što veći broj stručnjaka,kao minimum možemo uzeti arheologa upoznatog s temeljnim principima konzervacije arheološkog tekstila,znanstvenika koji se bavi propadanjem tekstilnih predmeta,te samog konzervatora.

#### Kopneni nalazi
Što prije prenijeti u prostor sa stabilnom mikroklimom,čuvati od svijetla i mehaničkih opterećenja.

#### Nalazi iz slatke ili slane vode
Prije svega predmete prenijeti na dodatnu podlogu poput Hollytexa ili svilenog krepelina.
- ispiranje

ispiranje destiliranom vodom/vodi možemo dodati 0,4 - 1 % amonijaka 25 % (zavisno o sastavu - 0,4 % za životinjska vlakna,1 % za biljna vlakna).Kod jačeg zaprljanja može se dodati i još 1 % neutralnog neionskog detergenta (Lissapol N)
- uklanjanje mrlja

1 lit destilirane vode
60 ml vodikovog peroksida
2,5 gr natrijevog silikata
- za teže uklonive mrlje

-1000 ml destilirane vode
300 ml vodik peroksida 30 %
20 gr natrij silikata
po 5 gr natrij karbonata i natrij hidroksida
Močiti predmete 30 -  60 minuta ili do uklanjanja mrlje.Potom zatvoriti u vrećice kako bi došlo do oksidacuje.
- posebno za vunu - po 1 gr masnog alkoholsufata i natrij tripolisulfata/0,1 gr karboksimetilceluloze/1 lit destilirane vode,30 C,pH 8
- čišćenje pomoću otapala - kod tekstila obojenog vodotopivim bojilima koristiti nepolarna otapala poput trikloretilena ili white spirita
- Za mrlje od spojeva bakra 1- 5  % amonijak
- Za mrlje od spojeva željeza 2-10 % oksalna kiselina(otrov) ili 5 % amonij citrat (pH 3,5)
- Za mrlje od spojeva srebra 100 gr natrij tiosulfat /10 gr kalij metabisulfita/ 1 lit destilirane vode + vrlo malo kalij fericijanida.Kod životonjskih vlakana paziti!

- konsolidacija

1.5% otopina Paraloida B 72 u toluolu
2.polivinil alkohol
3.etil hidroetil celuloza
- dezinfekcija

-dezinfekcija timolom i Lysol-om).
- tretman silikonskim uljem

.

## Školovanje konzervatora tekstila u Hrvatskoj
U Hrvatskoj je školovanje za konzervatora restauratora tekstila trenutačno moguće samo na studiju konzervacije i restauracije Sveučilišta u Dubrovniku.Nastavu su vodili talijanski stručnjaci do 2016.godina,uz obaveznu praksu u Italiji.Danas(2017.)  nastavu vode domaći predavači.
Konzerviranje restauriranje tekstila predaje se kao kolegij i na Tekstilno tehnološkom fakultetu u Zagrebu.
U muzejima i Hrvatskom restauratorskom zavodu većinom rade ovom području priučeni inženjeri tekstilne tehnologije,te akademski slikari ili likovni pedagozi.

## Zakonska regulativa i zaštita prava konzervatora restauratora
Ako izuzmemo opće zakonske akte rad konzervatorsko-restauratorske službe u Hrvatskoj ,pa i restauratora tekstilnih predmeta danas prije svega određuju sljedeći propisi:
Za restauratore i restauratore tehničare koji rade u Hrvatskom restauratorskom zavodu,Hrvatskom državnom arhivu,Nacionalnoj i sveučilišnoj knjižnici,te samostalno,odnosno za restauratore i preparatore koji rade u muzejima:
- Pravinik o stručnim zvanjima za obavljanje poslova na zaštiti i očuvnaju kulturnih dobara te uvjetima i načinu njihova stjecanja (NN 104/19)
- Pravilnik o uvjetima za dobivanje dopuštenja za obavljanje poslova na zaštiti i očuvanju kulturnih dobara (NN 98/18)